# Samsung Display
Pour les autres sujets connus sous le nom abrégé de Samsung, voir Samsung.
Samsung Display est une société coréenne de production d'écrans fondée le 3 avril 2012, et filiale de Samsung Electronics. Elle fournit les dalles OLED et LCD des smartphones Samsung Galaxy, mais aussi à des marques concurrentes dont Apple, Huawei, Xiaomi ou OnePlus. En 2019, plus de 90% des écrans OLED des téléphones sont fabriqués et vendus par Samsung Display.

## Produits

### Écrans de télévisions

#### QLED
Samsung Display produit les écrans QLED des téléviseurs Samsung et de certains concurrents. En mars 2020, la marque a annoncé arrêter sa production d'écrans LCD classiques, pour se concentrer sur la technologie QLED ou "Quantum Dot", en partenariat avec LG Display.

### Écrans de smartphones
Samsung Display est le principal fournisseur d'écrans pour smartphones, avec 50% des parts de marché en chiffre d'affaires au premier trimestre 2020, loin devant les concurrents BOE et Tianma avec respectivement 15 et 8%.
La marque conçoit principalement des dalles OLED, ou "Super AMOLED", qui équipent notamment les Samsung Galaxy et les iPhones.

#### Curved Display
La première dalle incurvée pour smartphones est brevetée par Samsung Display en 2013. La même année, elle équipe le Samsung Galaxy Round, avec un écran légèrement replié vers l'utilisateur. Les ventes n'étant pas satisfaisantes, Samsung décide de replier l'écran vers l'extérieur, afin de donner l'impression d'un écran sans bordures. Ce nouveau design est par exemple présent sur les Galaxy S6 Edge et S7 Edge.

#### Infinity Display
Les écrans Infinity sont des écrans OLED pour smartphones. Ils sont utilisés pour la première fois sur les Galaxy S8.